# Hervidero
Hervidero es el nombre que se dio al paraje en el que se asentó la villa, el campamento de Purificación y capital del artiguismo y la Liga Federal, en el actual departamento de Paysandú en Uruguay.
El arroyo Hervidero (arroyo Hervidero Grande) es un curso de agua que desemboca en el río Uruguay.

Recibió ese nombre a raíz de que en ese recodo del río Uruguay el agua se agitaba y parecía hervir. En marzo de 1796 el geógrafo Andrés de Oyarvide, en viaje desde el establecimiento misionero del Salto Chico, navegando aguas abajo por el Uruguay, describe que "...entre una y otra orilla, que las aguas, no hallando paso bastante, se arremolinan y bullen, sobre las irregularidades y asperezas de piedra".
Este arroyo formaba el límite sur del campamento de Purificación, que estaba ubicado en el casco de la estancia de Juan Bautista De Argain en tanto la villa de Purificación se extendía más al norte.

Unos siete kilómetros (km) al sur de su desembocadura en el río Uruguay, se halla, por vía fluvial, una elevación con forma de meseta, conocida en la época como Castillo de Bautista.